# Llarga marxa dels navahos

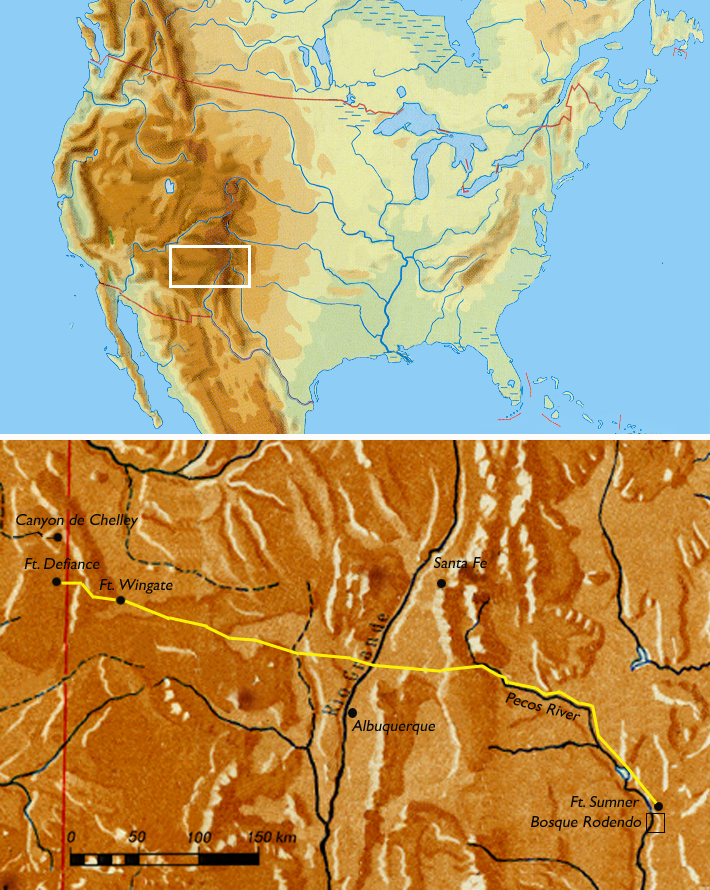
La llarga marxa

La Llarga marxa dels navahos, també anomenada Llarga marxa a Bosque Redondo (navaho Hwéeldi) es refereix la deportació dels navahos pel govern federal dels Estats Units el 1864. Els navahos es van veure obligats a caminar fins a tretze quilòmetres al dia a punta de pistola a la seva reserva a el que avui és Arizona per l'est de Nou Mèxic. Entre agost de 1864 i finals de 1866 es van produir un total de 53 marxes forçades diferents. Alguns antropòlegs van afirmar que el "trauma col·lectiu de la llarga marxa ... és fonamental per al sentit d'identitat com a poble dels navahos contemporanis".
| « | Aquesta història és sobre la llarga marxa a Fort Sumner. Hi ha dos punts de vista, el de l'home blanc i el del navaho | » |

El territori tradicional navaho s'estén des d'Arizona per l'oest de Nou Mèxic, on els navahos tenien cases i criaven bestiar. Hi havia un llarg patró històric al sud-oest de grups o bandes assaltant i comerciant entre si. Això va incloure navahos, espanyols, mexicans, apatxes, comanxes, utes, i els nous colons angloamericans des de 1846. Els esdeveniments en el període de 1863 inclouen un cicle de tractats, batudes i contra-atacs per part de l'Exèrcit, el navahos i la milícia civil, amb els especuladors civils sovint a l'expectativa. La major part de la milícia involucrada era enemiga de tota la vida dels navahos, descendents d'espanyols del nord de Nou Mèxic on Espanya hi havia enviat nombrosos colons a finals del segle xvi.
Les hostilitats entre navahos, hopis i colons espanyols començaren aviat i van escalar entre els estatunidenc i els navahos després del la mort amb escalpament (arrencament de la cabellera) del respectat líder navaho Narbona en 1849. L'agost de 1851 el coronel Edwin Vose Sumner, establert a Fort Defiance per al govern dels Estats Units (prop de l'actual Window Rock) i Fort Wingate (originalment Fort Fauntleroy prop Gallup (Nou Mèxic)). El Tractat de Bonneville de 1858 va reduir l'abast de la terra navaho. També se signaren i negociaren tractats en 1849, 1858 i 1861, però no es compliren.
Hi ha molts exemples de friccions entre aquests grups entre 1846 i 1863. Aquests inclouen l'assassinat del servent personal del Major Brooks, comandant de Fort Defiance, per una fletxa a l'esquena el 12 de juliol de 1858 per l'extermini del ramat navaho en el mateix terreny. El 30 d'abril de 1860 Fort Defiance fou atacat per un miler de guerrers navahos dirigits per Manuelito i Barboncito. Els navahos estaven enutjats amb l'Exèrcit perquè portava tropes per fer-los la guerra, havien castigat un missatger navaho i havien disparat al cap tribal Agua Chiquito durant converses de pau el 21 de gener. L'exèrcit s'havia negat a portar menjar pels seus animals i ocuparen el terreny després de massacrar el ramat de Manuelito, que no estava protegit pel tractat.
L'exèrcit estava permetent el robatori de bestiar i la captura dels navahos per altres tribus i els mexicans que esclavitzaven els captius. Es va signar un nou tractat el 15 de febrer de 1861 per pacificar els navahos, però van perdre dues de les seves muntanyes sagrades, així com al voltant d'un terç de les seves terres tradicionals. Al març, una companyia de 52 ciutadans encapçalats per José Manuel Sánchez va robar un grapat de cavalls navaho, però eñ capità Wingate seguí el recorregut i recuperà els cavalls per als navahos, qui havien matat Sánchez. Un altre grup de ciutadans va assolar les ranxeries navaho en les proximitats de Beautiful Mountain. També en aquest moment un grup de mexicans i d'indis pueblo va capturar 12 navahos en una batuda.
El 9 d'agost el tinent coronel Manuel Antonio Chaves de la Milícia Voluntària de Nou Mèxic va prendre el comandament d'una guarnició de tres companyies que aplegava 7 oficialss i 203 homes a Fort Fauntleroy. Chaves fou acusat més tard de ser pròdig en la dispensació dels subministraments de la seva posició als 1.000 o més navahos que havien estat prop de la fortalesa, i de mantenir una disciplina molt laxa. Les curses de cavalls es va iniciar el 10 de setembre i va continuar en la tarda del 13 de setembre. El coronel Chaves va permetre a Sutler AW Kavanaugh subministrar licor lliurement als navahos. Hi va haver un plet sobre quin cavall va guanyar una carrera, amb un tret seguit d'una descàrrega. Gairebé immediatament uns 200 navahos, ben armats i muntats, marxaren cap a la guàrdia i dispararen als soldats, deixant 12 cadàvers dispersos i quaranta presoners. En sentir això, el general Canby demanà Chaves un informe complet, que no va entregar. El coronel Canby envià al capità Andrew W. Evans al fort, anomenat Fort Lyon des del 25 de setembre, i li va donar el comandament. Manuel Chaves fou suspès del comandament i confinat als límits d'Albuquerque a l'espera de cort marcial. (Els càrrecs foren sobresseïts dos mesos després.)
Quatre anys més tard un comitè del Congrés dels Estats Units va investigar les condicions a Fort Sumner, escoltant el testimoni de l'episodi de les curses de cavalls de Fort Fauntleroy acabaren en trets de canó obús als indis, matant-ne entre 20 i 30. Uns dies més tard un altre soldat testificà que el dia de la cursa de cavalls ell va veure un soldat assassinant dos nens i una dona i que va intentar evitar-ho, però que el tinent Ortiz li ho va impedir. També v dir que 12 o 15 navahos foren assassinats. La resta es va dispersar i la pau que ells esperaven es tornà impossible. En febrer de 1861 Manuel Chaves marxà amb 400 homes i arrabassà la terra navaho sense autoritat federal.
Amb tropes confederades en moviment al sud de Nou Mèxic, el coronel Canby envià l'agent John Ward a terres navaho per tal de persuadir qualsevol que pogués ser amigable de passar a un campament central, prop del llogaret de Cubero on se'ls oferí la protecció del govern. Ward va rebre instruccions d'advertir a tots els navahos que refusessin venir que serien tractats com a enemics; va tenir un èxit parcial. El capità Evans estava supervisant l'abandonament de Fort Lyon i li havien dit que la nova política seria que el navahos haurien d'assentar-se en pueblos, esmentant l'àrea del Little Colorado a l'oest de Zuni com a possible lloc ideal.
Al novembre, alguns navaho assaltaren de nou. L'1 de desembre, el coronel Canby va escriure als seus superiors en St Louis que "els successos recents al territori navaho havien desmoralitzat i dividit [els navahos] nació que ja no hi havia cap possibilitat de triar entre el seu extermini absolut o el seu trasllat i la colonització en el punt tan remot... com aïllar-los completament dels habitants del territori.
A part de totes les consideracions d'humanitat l'extermini d'aquest poble serà l'obra de la major dificultat". Pel 1862, l'Exèrcit de la Unió havia expulsat els confederats fora del riu Grande. El govern dels Estats Units va posar novament l'atenció sobre els navahos, decidit a eliminar les incursions i batudes navaho.
James H. Carleton va rellevar Canby com a comandant del Departament Militar de Nou Mèxic en setembre de 1862. Carleton va donar ordres Kit Carson de passar a territori navaho i rebre llur rendició el 20 de juliol de 1863. Quan no aparegueren navahos, Carson i un altre oficial vna entrar en territori navaho, en un intent de persuadir els navahos a rendir-se, i s'utilitza una política de terra cremada per matar de fam als navaho fora de la seva terra tradicional i forçar-los a rendir-se. Va obtenir un èxit parcial a principis de 1863 quan milers de navahos van començar a rendir-se a l'Exèrcit. Alguns navahos va evadir i es va negar a rendir a l'Exèrcit dels EUA. Aquests grups es dispersaren a navaho Mountain, el Gran Canyó, el territori dels apatxes chiricahua i a parts de Utah.

## La Llarga marxa

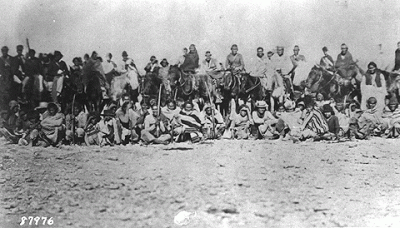
navahos a la llarga marxa

La "Llarga marxa" es va iniciar al començament de la primavera a 1864. Bandes de navaho dirigides per l'Exèrcit van ser traslladades de les seves terres tradicionals a l'est d'Arizona i l'oest de Territori de Nou Mèxic a Fort Sumner (en una zona anomenada Bosque Redondo o Hwéeldi pels navaho) a la vall del riu Pecos. Almenys 200 moriren durant la marxa de 18 dies durant 500 kilòmetres. Entre 8.000 i 9.000 persones foren assentades en una àrea de 104 km², amb el punt àlgid de població de 9.022 habitants la primavera de 1865.
En realitat hi va haver fins a 50 grups, tenint una de les set rutes conegudes. Cadascun van prendre una ruta diferent però van fer el mateix camí i quan tornaren a les terres navaho reformaren el seu grup per convertir-se en un, aquest grup tenia 16 quilòmetres de llarg.

## Bosque Redondo
Igual que alguns camps d'internament on foren tancades altres tribus, Bosque Redondo tenia seriosos problemes. Uns 400 apatxes mescalero hi foren instal·lats abans que els navahos. Mescaleros i navahos tenien una llarga tradició d'enfrontaments; les dues tribes van mantenir moltes disputes durant llur internament. A més, el pla original era per a unes 5.000 persones, i no pas per a 10.000 homes, dones i nens. Aigua i llenya van ser els principals problemes des del principi; l'aigua era salobre i l'arbreda era bastant petita. La naturalesa i els éssers humans causaven males collites cada any. La collita de blat de moro era infestada amb Spodoptera frugiperda (un lepidòpter que en estadi larval se n'alimenta) i fracassà repetidament. El riu Pecos s'inundà i trencà les portes del sistema de rec. En 1865 els navahos començaren a anar-se'n. Pel 1867 els navaho que hi restaven refusaren de plantar la collita. Els comanxes els atacaren sovint i ells mateixos atacaren els comanxes, robant-los una vegada un miler de cavalls. Els colons no indis també patiren atacs de les bandes navaho que intentaven alimentar el seu poble a Bosque Redondo. I hi va haver una direcció incompetent en els subministraments comprats per a la reserva. L'exèrcit va gastar 1,5 milions de dòlars l'any per a alimentar els indis. El 1868 l'experiment, que suposava l'establiment de la reserva fora de Territori Indi fou abandonada.

## Tractat de Bosque Redondo
El tractat de Bosque Redondo entre els Estats Units i molts dels líders navahos fou signat a Fort Sumner l'1 de juny de 1868. Algunes de les disposicions incloïen l'establiment d'una reserva, restriccions a les incursions, un Agent Indi resident i una Agència, educació obligatòria per als nens, subministrament de llavors, estris agrícoles i altres provisions, els drets dels navahos serien protegits, establiment de vies fèrries i fortificacions, compensació als membres tribals i arranjaments per al retorn dels navahos a la reserva, establerta pel tractat. El navaho acordaren durant deu anys enviar els seus fills a l'escola i el govern dels Estats Units va acordar establir escoles amb mestres per cada trenta nens navahos. El govern dels EUA va prometre també fer lliuraments anuals durant deu anys de coses que els navahos no podien fabricar per si mateixos.
Els signataris del document foren: W. T. Sherman (tinent general), S. F. Tappan (Comissionat de Pau Indi), els navahos Barboncito (cap), Armijo, Delgado, Manuelito, Largo, Herrero, Chiquito, Muerte de Hombre, Hombro, Narbono, Narbono Segundo i Ganado Mucho. Entre els qui testimoniaren el document hi havia Theo H. Dodd (Agent Indi) i B. S. Roberts (General del 3r de Cav).

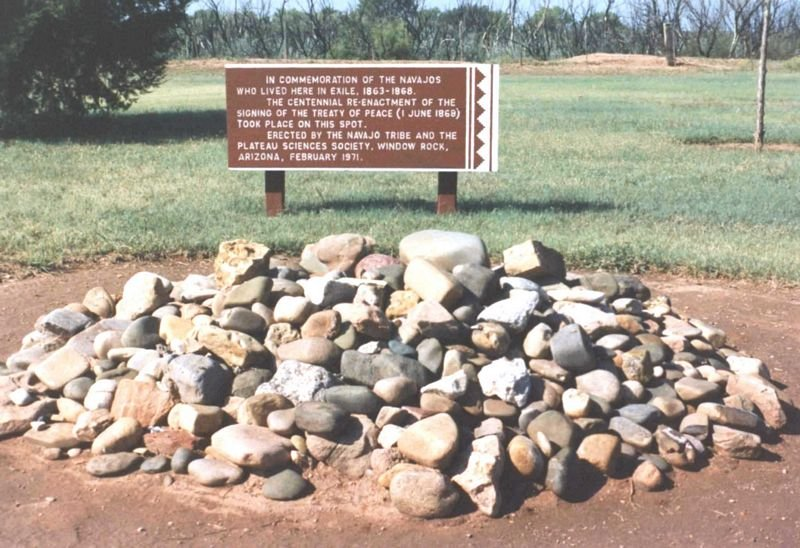
Marca on fou signat el Tractat d'1 de juny de 1868

## Retorn i fi de la Llarga marxa
El 18 de juny de 1868 les una vegada disperses bandes de persones que es feien dir Dinéh van emprendre junts el viatge de tornada, la "llarga marxa" a la llar. Aquest és un dels pocs casos en què el govern dels Estats Units ha permès una tribu tornar als seus límits tradicionals. Els navahos van rebre 3,5 milions d'acres (14.000 quilòmetres quadrats) de terra a l'interior de les seves quatre muntanyes sagrades. El navaho també es van convertir en una tribu més cohesionada després de la Llarga Marxa i foren capaços d'augmentar amb èxit la mida de la seva reserva, des de llavors, a més de 16 milions d'acres (70,000 quilòmetres quadrats).
Després de 20 pàgines de material relatiu a la Llarga Marxa, Howard Gorman, de 73 anys en aquell moment, va concloure: 
"Com he dit, els nostres avantpassats foren capturats i conduïts a Hwéeldi sense cap raó en concret. Eren persones inofensives, i, fins a la data, són els mateixos, no han fet cap mal a ningú ... Molts navahos que coneixen la nostra història i la història de Hwéeldi diuen el mateix." (navaho Stories of the Long Walk Period)